# Delima Silalahi
Delima Silalahi (* 1976 oder 1977) ist eine indonesische Umwelt- und Indigenenrechtsaktivistin aus der Provinz Tapanuli Utara in Nord-Sumatra, die für ihren Kampf um den Schutz von Gemeinschaftswäldern bekannt ist.

## Karriere
Silalahis Umweltaktivismus begann in ihrer Studienzeit, ein wichtiger Ausgangspunkt war ein Urteil des indonesischen Verfassungsgerichtshofs aus dem Jahr 2013, in dem festgestellt wurde, dass die angestammten Wälder von indigenen Gemeinschaften kein Staatsbesitz sind.
1999 schloss sich Silalahi als Freiwillige Kelompok Studi dan Pengembangan Prakarsa Masyarakat (KSPPM, dt.: Studien- und Entwicklungsgruppe für Gemeinschaftsinitiativen) an, einer Menschenrechts- und Waldschutzorganisation in Sumatra. Dort arbeitete sie mit lokalen Gemeinschaften zusammen, die von Landraub betroffen waren.
Zwischen 2015 und 2019 führten Brände zum Verlust von 10,8 Millionen Hektar indonesischem Wald und Torfland, eine Fläche größer als die gesamte Fläche der Niederlande. Indonesien verfügt über die drittgrößte Regenwaldfläche der Welt, die enorme Mengen an Kohlenstoff speichern kann.
Silalahi wurde 2018 Geschäftsführerin der KSPPM. Ein wesentlicher Teil ihrer Arbeit war der Schutz der verbliebenen intakten Regenwälder Nordsumatras und der Schutz der zum indigenen Volk der Batak gehörenden Gemeinschaft der Toba. Ihr Kampf richtete sich in erster Linie gegen die Toba Pulp Lestari (TPL), einen zum Procter & Gamble-Konzern gehörenden Zellstoff- und Papierhersteller, der seit den 1980er Jahren für die Zerstörung von Wäldern verantwortlich gemacht wird.
Die Bewegung „Shut Down TPL“ konnte durch Massenmobilisierungen und öffentliche Aufmerksamkeit insgesamt über 17.500 Hektar Tropenwald erfolgreich vor der Umwandlung in Großplantagen bewahren und die Wiederansiedlung einheimischer Waldarten in diesem Gebiet einleiten.
Zwischen 2019 und 2022 unterstützte Silalahi die sechs Batak-Gemeinschaften dabei, die Anerkennung ihrer Gewohnheitswälder (hutan adat) zu erhalten und mehr als 7 000 Hektar vor der Zerstörung zu bewahren. Ihre Lobbyarbeit führte dazu, dass das indonesische Umwelt und Forstwirtschaftsministerium die Waldansprüche dieser Gemeinschaften anerkannte.
Im Mai 2023 trug Silalahi ihre Kampagne nach Cincinnati, wo der Hauptsitz von Procter & Gamble (P&G) ist. Im Mittelpunkt steht die Verbindung von TPL zu seinem langjährigen Palmöl-Lieferanten, die singapurische Royal Golden Eagle (RGE). Silalahi erhob den Vorwurf von Landraub und Einschüchterung indigener Batak-Gemeinschaften und forderte P&G auf, die Beziehungen zu RGE zu beenden und die Achtung der Rechte indigener Völker zu gewährleisten.
Seit August 2023 konzentrieren sich Silalahis Bemühungen auf das Volk der Pargamanan-Bintang Maria, eine weitere Batak-Gemeinschaft, die sich ebenfalls um die Anerkennung ihrer Waldrechte bemüht.

## Auszeichnungen
2023 wurde Silalahi mit dem Goldman Environmental Prize ausgezeichnet. In der Laudation wurde hervorgehoben, dass ihre Arbeit die komplexen Verbindungen zwischen den Waldökosystemen, dem indigenen Erbe und der lokalen Wirtschaft in der Region deutlich macht.